# Jim Grabb
Jim Grabb (Tucson, 14 de Abril de 1964) é um ex-tenista profissional estadunidense.Foi número 1 em duplas pela ATP.

## Grand Slam finais (3)

### Duplas (2 títulos)
| Ano  | Campeonato    | Parceiro        | Oponentes                        | Placar                |
| 1989 | Roland Garros | Patrick McEnroe | Mansour Bahrami Eric Winogradsky | 6–4, 2–6, 6–4, 7–6(5) |
| 1992 | U.S. Open     | Richey Reneberg | Kelly Jones Rick Leach           | 3–6, 7–6(2), 6–3, 6–3 |

### Duplas (1 vice)
| Ano  | Campeonato | Parceiro        | Oponentes                  | Placar                          |
| 1992 | Wimbledon  | Richey Reneberg | John McEnroe Michael Stich | 7–5, 6–7(5), 6–3, 6–7(5), 17–19 |